# 苏宝琮
苏宝琮（1925年1月—），天津人，中华人民共和国政治人物，中国民主建国会中央委员会原常务委员、天津市委员会原主任委员，第八届全国政协委员。